# Герб Зборова
Герб Зборова — символ міста Зборова Тернопільської області, затверджений 27 травня 1999. Автором є Коваль.

## Історія
У XV столітті гербом міста була родова відзнака Зборовських «Ястржембець»: на блакитному полі золота підкова, обернена шинами догори й супроводжувана всередині золотим лицарським хрестом.
У 1689 році король Польщі Ян Собєський підтвердив магдебурзьке право міста і надав йому особливий привілей. Гербом Зборова стала родова емблема Собєських — «Яніна»: на червоному тлі сталевий щит із золотою обвідкою.
За часів Австро-Угорщини герб не зазнав жодних змін, про що свідчить печатка 1782 року. Проте на печатці, що на документі 1847 року, з легендою «GMINA MIASTA ZBOROVA» зображено прямокутну будівлю з чотирма симетричними вузькими вікнами і стрімкою вежею посередині, що стоїть на брукованій площі.
У часи Другої Речі Посполитої за ініціативою О. Бальцера поле міського герба мало подаватися у вигляді вертикальних біло-червоних смуг, але цей проєкт не був затверджений.

## Галерея
- Герб «Яніна» (1689 рік).

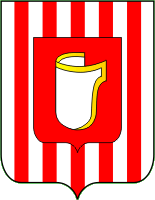
Проєкт герба XX століття (автор О. Бальцер).

## Див.також
- Прапор Зборова